# Cortenova
Cortenova là một đô thị trong tỉnh Lecco, trong vùng Lombardia của Ý, cự ly khoảng 60 km về phía đông bắc của Milan và khoảng 15 km về phía bắc của Lecco. Tại thời điểm ngày 31 tháng 12 năm 2004, đô thị này có dân số 1.285 người và diện tích là 11.6 km².
Cortenova giáp các đô thị: Crandola Valsassina, Esino Lario, Primaluna, Taceno.